# Krackelering

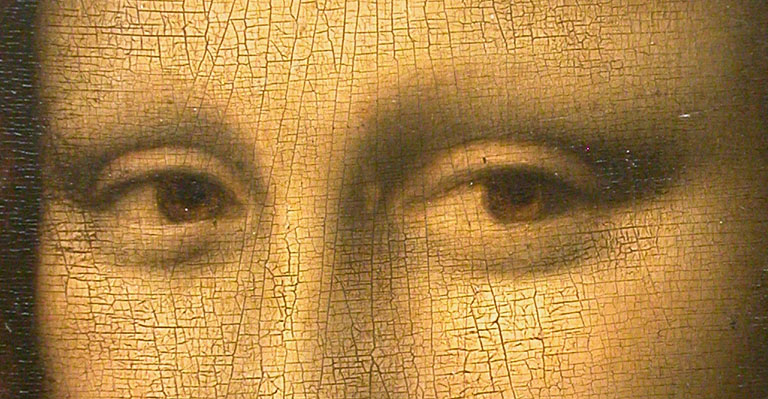
Krackelering i Mona Lisa

Krackelering betyder sprickbildning, till exempel i glasyren på keramik eller i färgskikten i oljemålningar. Besläktat med detta är krackelyr, som är ett avsiktligt framkallat dekorativt sprickmönster i glasyren vid bränningen av keramikgods. Sprickmönstret uppstår när ett ytskikt och dess underlag utvidgar sig och drar ihop sig olika mycket under inverkan av exempelvis temperatur och luftfuktighet, vilket gör att ytskiktet spricker. Krackelering sker i de flesta fall mycket långsamt, men extrema variationer i temperatur eller luftfuktighet kan påskynda processen.